# Чрета (Вранско)
Чрета (словен. Čreta) је насељено место у општини Вранско, Савињска регија, Словенија.

## Историја
До територијалне реорганизације у Словенији била је у саставу старе општине Жалец.

## Становништво
У попису становништва из 2011. године, Чрета је имала 15 становника.
| Број становника према пописима | Број становника према пописима | Број становника према пописима |
| ------------------------------ | ------------------------------ | ------------------------------ |
| 1991                           | 2002                           | 2011                           |
| 19                             | 18                             | 15                             |

Напомена: До 1952. исказивано под именом Марија-Чрета.